# UN Village
«UN Village» es una canción grabada por el cantante surcoreano Baekhyun. Fue lanzada el 10 de julio de 2019 como sencillo del miniálbum debut City Lights.

## Composición
«UN Village» se describe como una canción de R&B contemporáneo con ritmos de groove. El sencillo trata sobre el momento romántico de una pareja bajo la luz de la luna en una colina en Yongsan-gu, distrito de Seúl.

## Videoclip
El vídeo musical de «UN Village» fue lanzado el 10 de julio, simultáneamente con el lanzamiento del sencillo. Presenta un tema de color y blanco y negro del cantante mientras deambula por Yongsan-gu, expresando sus sentimientos mientras canta.

## Promoción
Baekhyun comenzó a interpretar la canción en el programa Music Bank el 12 de julio, dando inicio a las promociones de su debut como solista. En el mismo día, se presentó en You Hee-yeol's Sketchbook. A partir del 19 de julio, se añadió «UN Village» al repertorio de la gira Exo Planet 5 – Exploration.

## Posicionamiento en listas
| Lista (2020)                              | Mejor posición |
| ----------------------------------------- | -------------- |
| Corea del Sur (Gaon Digital Chart)        | 22             |
| Corea del Sur (K-pop Hot 100)             | 1              |
| Estados Unidos (World Digital Song Sales) | 23             |

## Reconocimientos
| Publicaciones | Listas                                                      | Puesto | Ref.   |
| ------------- | ----------------------------------------------------------- | ------ | ------ |
| Genius        | Las mejores 50 canciones de 2019 por la comunidad de Genius | 49     | [ 9 ]  |
| Refinery29    | Las mejores canciones de K-pop de 2019                      | 9      | [ 10 ] |
| CelebMix      | El top 10 de las canciones de K-pop de 2019                 | 10     | [ 11 ] |

| Programa(s)      | Canal | Fecha               | Ref.   |
| ---------------- | ----- | ------------------- | ------ |
| Music Bank       | KBS   | 19 de julio de 2019 | [ 12 ] |
| Music Bank       | KBS   | 26 de julio de 2019 | [ 13 ] |
| Show! Music Core | MBC   | 20 de julio de 2019 | [ 14 ] |